# Osmylus elegantissimus
Osmylus elegantissimus is een insect uit de familie watergaasvliegen (Osmylidae), die tot de orde netvleugeligen (Neuroptera) behoort. 
Osmylus elegantissimus is voor het eerst wetenschappelijk beschreven door Kozhanchikov in 1951. De soort komt voor in Turkije.